# سیارک ۵۰۲۴
سیارک ۵۰۲۴ (به انگلیسی: 5024 Bechmann، نامگذاری:1985VP) پنج هزار و بیست و چهارمین سیارک کشف شده‌است که در ۱۴ نوامبر ۱۹۸۵ کشف شد.
قدر مطلق سیارک برابر ۱۱٫۵۰ است.